# Alexandru C. Cuza

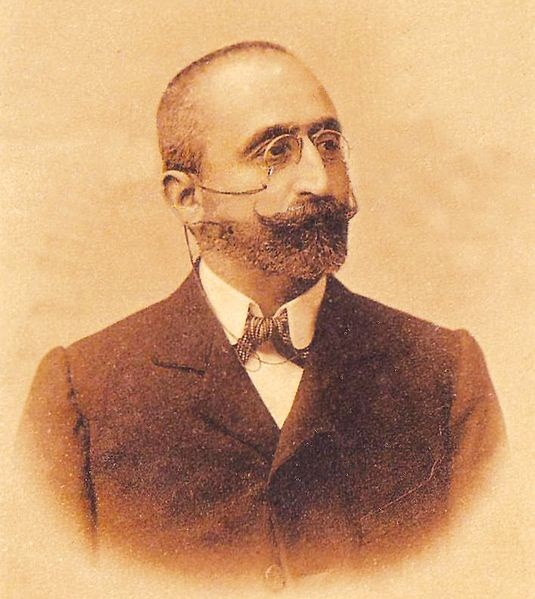
A.C. Cuza.

Alexandru C. Cuza (często jako A.C. Cuza; ur. 8 listopada 1857 r. w Jassach — zm. 4 listopada 1947 r. w Bukareszcie) – rumuński ekonomista i prawnik, profesor ekonomii politycznej na uniwersytecie w Jassach, polityk o zapatrywaniach nacjonalistycznych i antysemickich.
Studiował prawo na uniwersytecie w Paryżu, Uniwersytecie Humboldta w Berlinie i na Wolnym Uniwersytecie w Brukseli. Uzyskał doktoraty z nauk politycznych i ekonomii (1881) oraz z prawa (1882). Od 1901 r. był profesorem uniwersytetu w Jassach, a od 1936 r. członkiem tytularnym Akademii Rumuńskiej.
Był jednym z czołowych teoretyków antysemityzmu w Rumunii. Światowy rozgłos zyskał w 1895 r., gdy zorganizował w Bukareszcie Uniwersalny Sojusz Antysemicki (Alliance Anti-semitique Universelle). W 1910 r. wraz z Nicolae Iorgą założył Partię Narodowo-Demokratyczną (Partidul Naționalist-Democrat) z organem prasowym "Naród Rumuński" (Neamul Românesc). W 1922 r., po zerwaniu z Iorgą, utworzył Unię Narodowo-Chrześcijańską (Uniunea Național Creștină). 4 marca 1923 r. wraz z C. Codreanu założył Ligę Obrony Narodowo-Chrześcijańskiej (Liga Apărării Național Creștine), z której połączenia w 1935 r. z Partią Narodowo-Agrarną (Partidul Național Agrar) O. Gogi powstała szowinistyczna i antysemicka Partia Narodowo-Chrześcijańska (Partidul Național Creștin).